# Kerkstraat 3A (Eemnes)
Kerkstraat 3A is een rijksmonument aan de Kerkstraat in Eemnes in de provincie Utrecht. 
Het pand heeft een sobere topgevel en vormt een geheel met het huis met buurnummer 3.